# Gaudenz Issler
Gaudenz Issler (* 12. Juli 1853 im Sertigtal; † 25. Oktober 1942 in Davos) war ein Schweizer Unternehmer und Politiker.

## Leben

### Jugend und Lehre
Nach seiner Kindheit, in der er die damals übliche Halbjahresschule besuchte und als Hütejunge im elterlichen Hof im Sertigtal mithalf, erlernte er das Zimmerer- und Schreinerhandwerk. Aufgrund seiner Tüchtigkeit und Strebsamkeit wurde er von seinen Arbeitgebern bald für die Weiterausbildung zum Meister empfohlen. Bei der Renovation seines Elternhauses, dem Büdemji, half er tatkräftig mit. Im Herbst 1876 bezog er die Baugewerkschule in Stuttgart, heute die Hochschule für Technik Stuttgart, die er 1879 mit dem Titel des Baumeisters verliess. Eine freiwillige Schülerarbeit, den Entwurf zu einem Sommerhaus, hatte er mit Auszeichnung bestanden.

### Politik und Ämter
1897 wurde Issler als Stellvertreter in den Grossen Rat gewählt, wenig später erfolgte seine Ernennung zum Grossrat des Kantons Graubünden, dieses Amt behielt er 20 Jahre. Mit der Wahl von Andreas Laely 1908 in den Ständerat wählte man ihn am 25. April 1909 als Landammann von Davos, dazu legte er die Leitung seines Baugeschäfts nieder; die Wiederwahl 1913 lehnte er jedoch ab. Er wirkte aktiv mit an der Trennung von richterlicher und administrativer Gewalt. Er war Mitglied der Gemeindekommission (heute Kleiner Rat), und mit seinem technischen Wissen förderte er den Bahnbau zwischen Filisur und Landquart-Davos, die Wasserversorgung (Sertiger-Quellwasser-Genossenschaft) sowie den Schul- und Wohnungsbau. Er war Mitglied und vermutlich Mitbegründer der Freisinnigen Partei.
Gaudenz Issler war 1896 Präsident des neuen Gewerbe- und Handelsvereins und einer der ersten der fünf Schulräte der neugegründeten Gewerbeschule. 1900 gab er das Präsidium ab, er blieb aber noch im Vorstand der Gewerbeschule, die mit 138 Schülern die zweitgrösste im Kanton war. 1893 erstellte er mit dem Unternehmer Barelli, W. Beeli und der Maschinenfabrik Oerlikon sowie weiteren Aktionären die Wasserkraftanlagen und wurde Verwaltungsratsmitglied der EWD Elektrizitätswerk Davos. 1903 wurde er zum Mitglied des Bankrates der Graubündner Kantonalbank ernannt, 1908 bis 1930 Mitglied des Direktoriums. An vielen weiteren Unternehmungen war er beteiligt, etwa Lawinenverbauung, Feuerwehr, Bestattungswesen, Torfabbau, Bergwerk Silberberg, Tuffsteinwerk Surava, Immobilien usw. Er war im Jahr 1897 die erste Person im Kanton Graubünden, der sich ein Automobil anschaffte. Nachdem das Auto der Marke Benz jedoch die Wolfgang-Passhöhe nicht zu bezwingen vermochte und mit zwei Pferden abgeschleppt werden musste, gab er es an den Verkäufer zurück. Von 1900 bis 1925 herrschte im gesamten Kanton Graubünden das Bündner Automobilverbot, ob ein Zusammenhang besteht, ist jedoch nicht überliefert.
Gaudenz Issler prägte entscheidend den Aufbau des aufstrebenden Davos im 19. Jahrhundert; zahlreiche Bauten entstammen seiner Planung, grossteils auch deren Bauausführung. So zum Beispiel das Schulhaus, die Englische Kirche, die Villa Letta, Pension Thümmler, das Sanatorium der Pro Juventute, Kirche St. Johann und vieles mehr. Auch die Stationsgebäude der Eisenbahnlinie zwischen Chur und Thusis der Rhätischen Bahn entstammten seiner Chaletfabrik. Von 1906 bis 1914 war Rudolf Gaberel als Entwurfsarchitekt tätig.
Gaudenz Issler erbaute sich sein Haus (1887) auf der Alberti, das heute ein Hotel ist.

### Familie
Gaudenz Issler war der Sohn von Sebastian Issler (1826–1912). Er war mit Margareth Accola verheiratet; gemeinsam hatten sie die Kinder Georg Issler (1888–1911; dipl. Hochbauzeichner), Lydia Issler-Affolter (* 1889), Margreth Issler (1892–1915), Annie Issler (* 1894) und Maria Perpetua Issler-Domenig (1897–1939; dipl. Architektin).